# Podjednorodna C*-algebra
Podjednorodna C*-algebra – C*-algebra, która jest izomorficzna z pod-C*-algebrą algebry
{\displaystyle M_{n}(C_{0}(\Omega ))=M_{n}\otimes C_{0}(\Omega ),}
dla pewnej liczby naturalnej {\displaystyle n} i pewnej przestrzeni lokalnie zwartej {\displaystyle \Omega } (symbol {\displaystyle M_{n}} oznacza algebrę zespolonych macierzy kwadratowych stopnia {\displaystyle n}). C*-algebry będące granicami odwrotnymi ciągów podjednorodnych C*-algebr nazywane są ASH-algebrami (ang. approximately subhomogenous algebras).

## Własności
- Pod-C*-algebry algebr podjednorodnych są podjednorodne.
- Jeżeli {\displaystyle A} jest podjednorodą C*-algebrą, to dla dowolnej liczby naturalnej {\displaystyle n} algebra {\displaystyle M_{n}(A)} jest podjednorodna.
- Wszystkie reprezentacje nieprzywiedlne podjednorodnych C*-algebr są skończenie wymiarowe.
- Jeżeli {\displaystyle A} jest podjednorodą C*-algebrą, to algebra von Neumanna {\displaystyle A^{**}} jest injektywna. W szczególności każda podjednorodna C*-algebra (i każda ASH-algebra) jest nuklearna.
- C*-algebra jest podjednorodna wtedy i tylko wtedy, gdy istnieje liczba naturalna {\displaystyle n} o tej własności, że wymiar każdej reprezentacji nieprzywiedlnej tej algebry nie przekracza {\displaystyle n.}
- C*-algebra {\displaystyle \oplus _{n=1}^{\infty }M_{n}} nie jest podjednorodna, gdyż ma ona reprezentacje nieprzywiedlne o dowolnie dużym (skończonym) wymiarze.
- Jeżeli {\displaystyle 0\to A\to E\to B\to 0} jest krótkim ciągiem dokładnym C*-algebr, to {\displaystyle E} jest podjednorodna wtedy i tylko wtedy, gdy {\displaystyle A} i {\displaystyle B} są podjednorodne.